# St. Michael und St. Gertraud (Neustadt am Main)

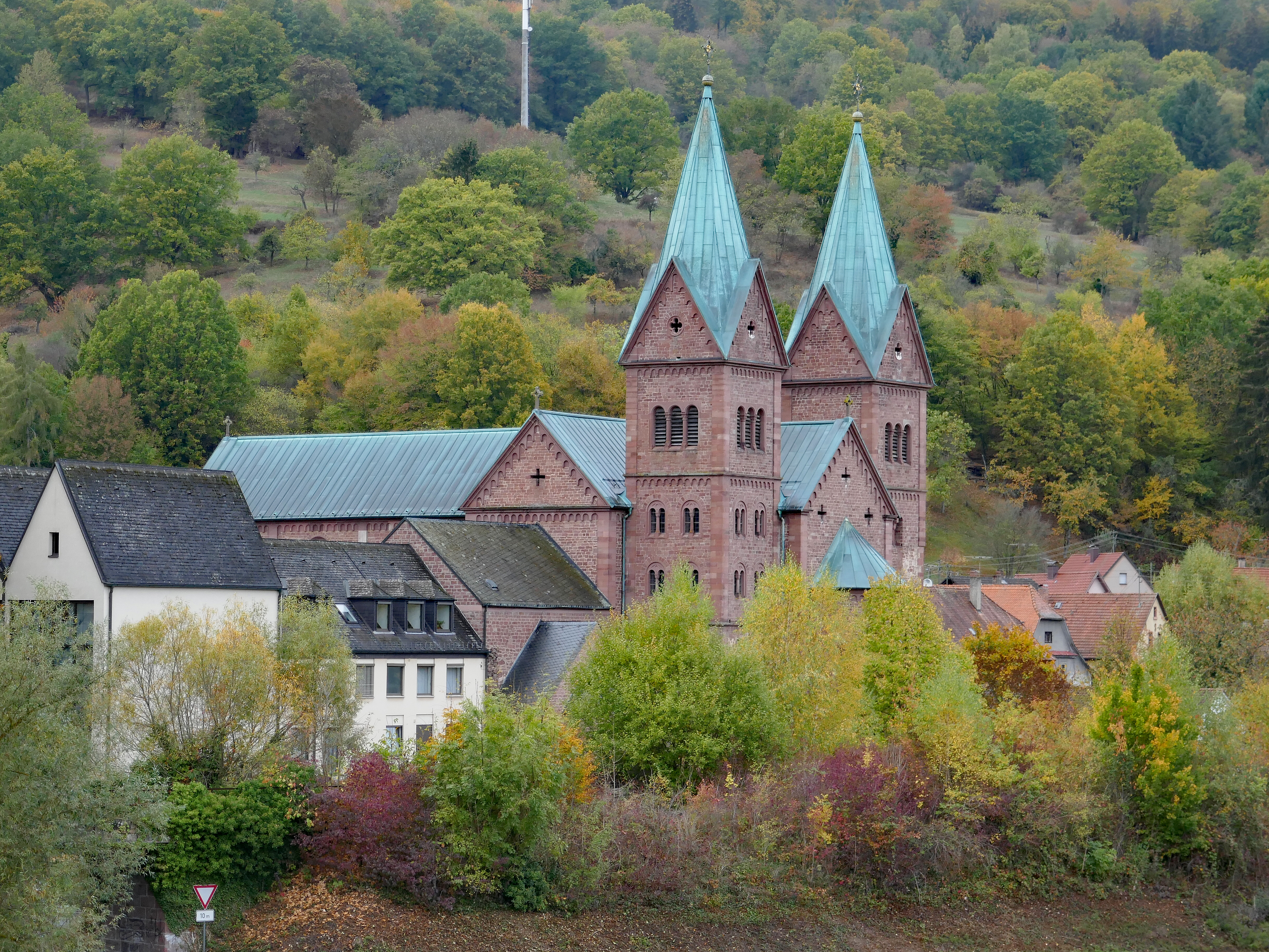
Blick von Südost

St. Michael und St. Gertraud ist die römisch-katholische Pfarrkirche von Neustadt am Main. Die Vorgängerkirche, 1857 durch einen Bltzeischlag abbrannte. war nach Maria und Martin benannt. Sie gehört zur Pfarreiengemeinschaft 12 Apostel am Tor zum Spessart mit den 15 Kirchen Erlach St. Johannes, Halsbach St. Michael, Lohr Lindig St. Pius, Lohr Stadt St. Michael, Lohr Sommerberg St. Elisabeth, Neuendorf St. Sebastian, Neustadt St. Michael und St. Gertraud, Pflochsbach St. Jakobus, Rechtenbach Mariä Heimsuchung, Rodenbach St. Rochus, Ruppertshütten St. Wendelin, Sackenbach St. Bonifatius, Sendelbach St. Josef, Steinbach St. Josef, Wombach St. Peter und Paul.

## Geschichte
Die um 1120 errichtete Kirche St. Maria und St. Martin der ehemaligen Benediktinerabtei wurde 1857 bei einem Großbrand vernichtet. 1857 brannten Kirche und Klostergebäude durch einen Blitzschlag ab. Während die Kirche wieder errichtet wurde, wurden die übrigen Ruinen 1960 abgetragen. Hölzerne Bauteile und die Glocken gingen verloren, jedoch überstanden der Chor und die Gewölbe des Kreuzschiffs das Feuer. An gleicher Stelle und unter Verwendung erhaltener Gebäudeteile wurde ab 1858 die Kirche im neuromanischen Stil nach Plänen des Architekten Heinrich Hübsch (1795–1863) durch die fürstlichen Baumeister Friedrich Wießler und Wilhelm Sentjens (ab 1875) neu aufgebaut. Da das Niveau des Bodens seit dem 12. Jahrhundert um über 2 m erhöht worden war, entschied man sich für eine Anhebung der Säulen, während die Pfeiler blieben, wie sie waren, so dass deren Basen unter dem heutigen Boden verborgen sind. Der Chor und auch der Westteil entstanden neu. Das mit Säulen angedeutete Portal am nördlichen Arkadengang verweist auf den ehemaligen Kirchenzugang. Die Weihe mit dem neuen Patrozinium St. Michael und St. Gertrudis fand am 8. Dezember 1879 statt. Im Jahr 1949 schenkte das Fürstenhaus zu Löwenstein-Wertheim-Rosenberg, dem seit der Säkularisation Grund und Gebäude gehörten, die Kirche der Gemeinde.  1961 entstand auf dem alten Areal für die seit 1909 in Neustadt angesiedelten Missions-Dominikanerinnen ein neues Klostergebäude. 1968/69 wurde das Innere der Kirche umfassend renoviert. 1973/74 wurde eine neue Sakristei angefügt, so dass der ehemalige Kapitelsaal, der aus der Zeit von um 1100 stammt und bis dahin als Sakristei genutzt wurde, nun zur „Werktagskirche“ wurde. Eine Außenrenovierung erfolgte 1989.
Die Kirche steht unter Denkmalschutz. Wobei die Denkmalnummer D-6-77-166-6 mit den 14 Baudenkmälern in der verlinkten Seite fehlt.

## Der Bau

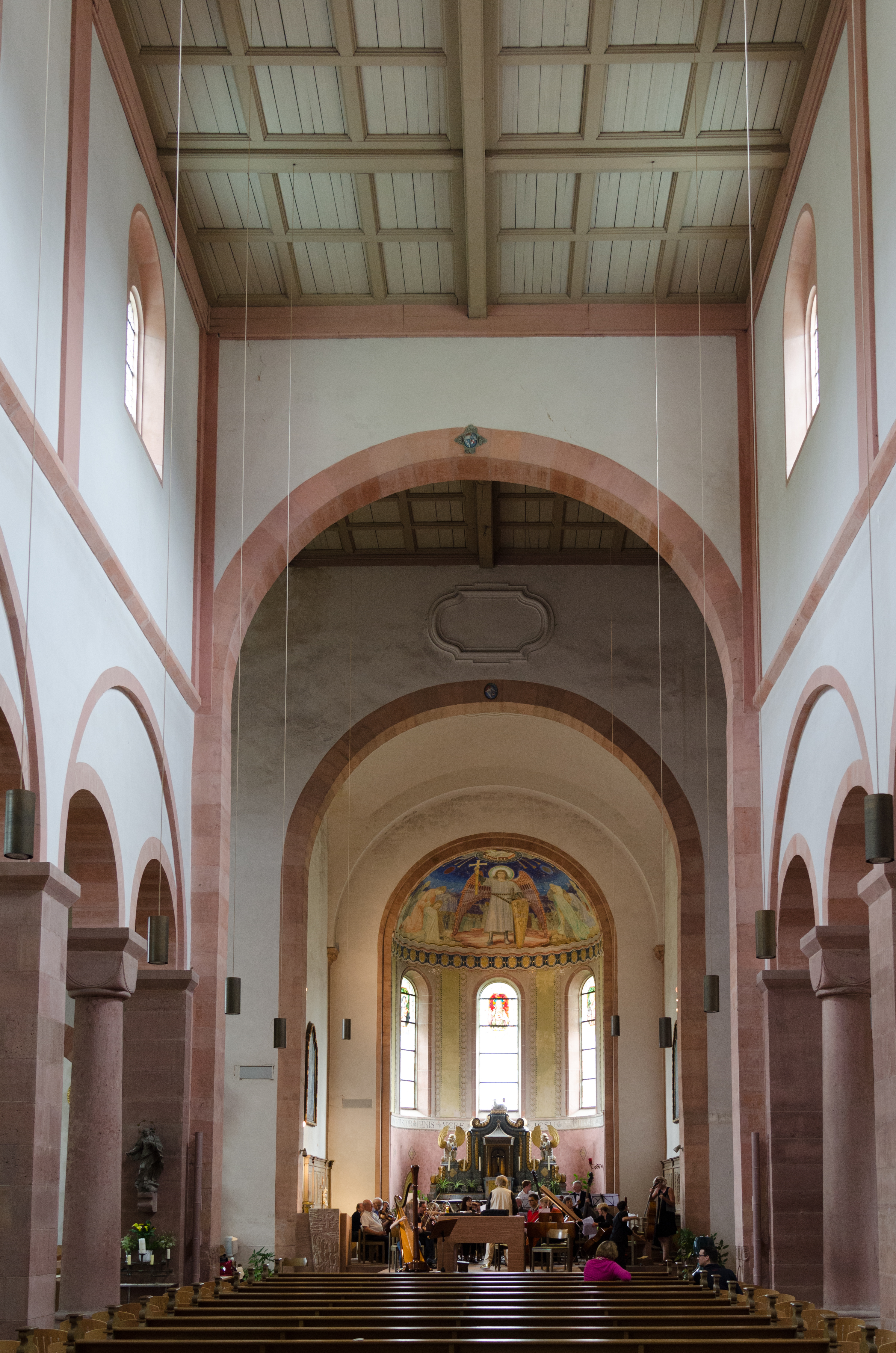
Langhaus

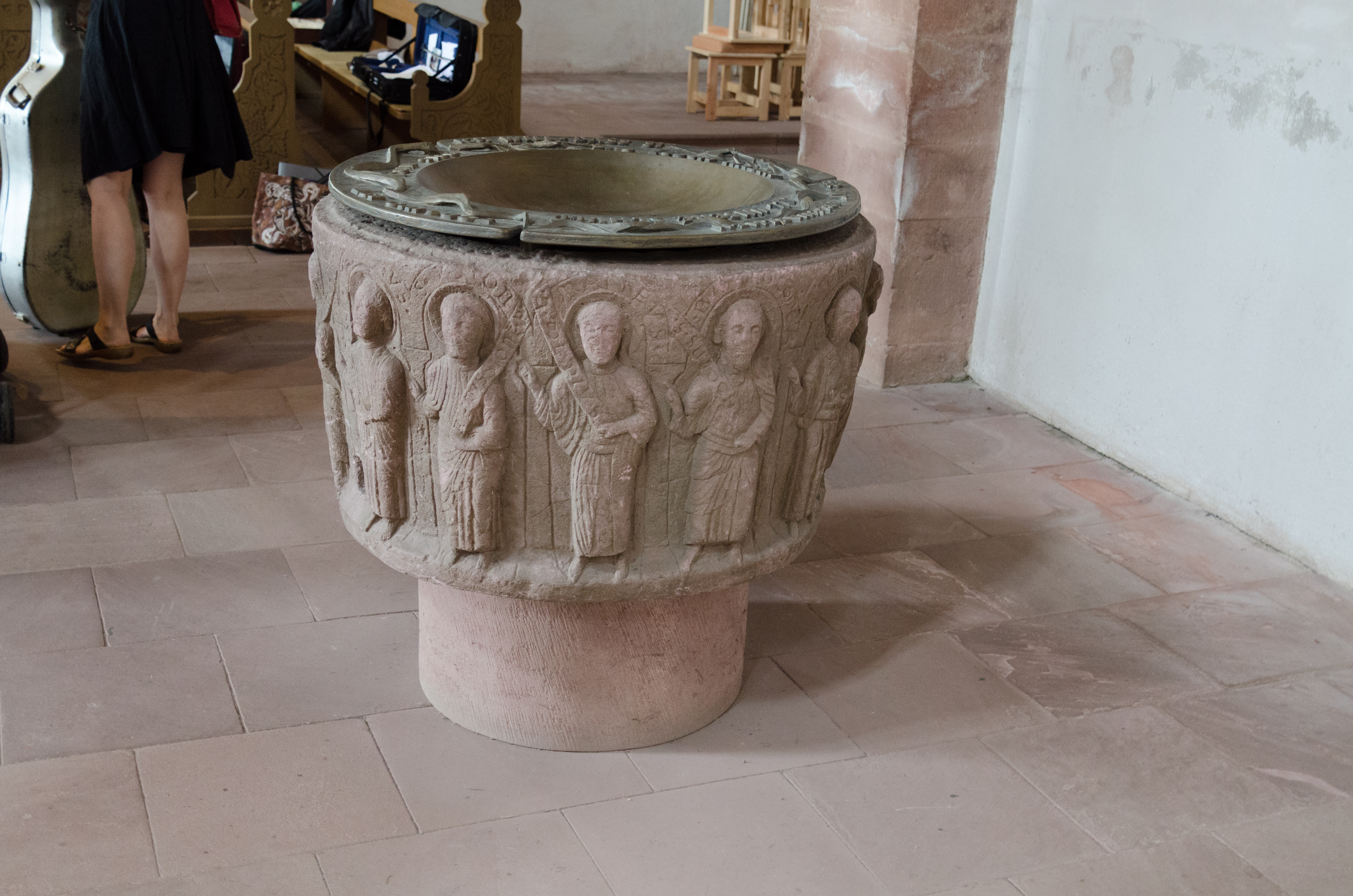
Kopie des Taufstein in Neustadt

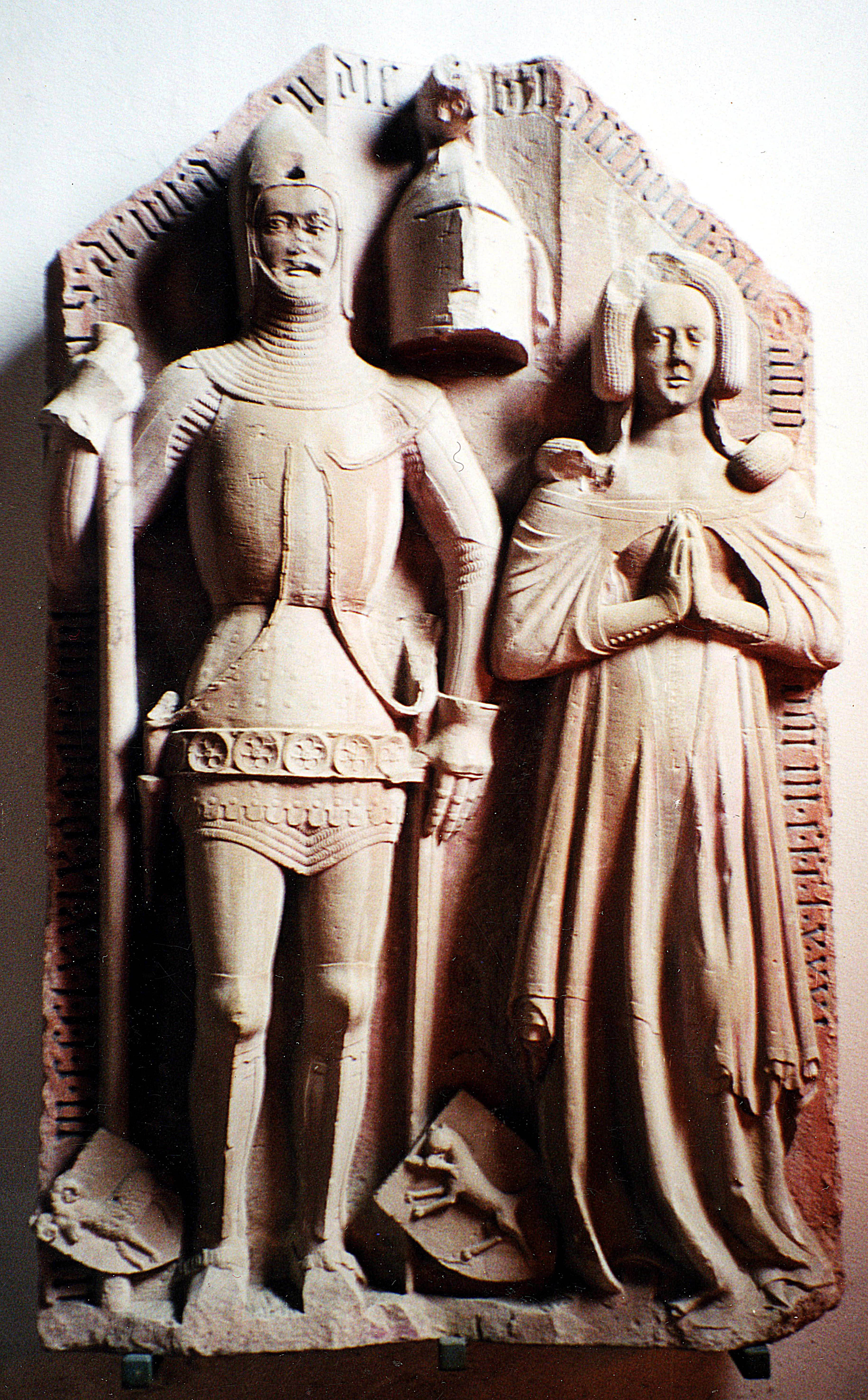
Doppelgrabmal des Ritters Gottfried Voit von Rieneck und seiner Gattin

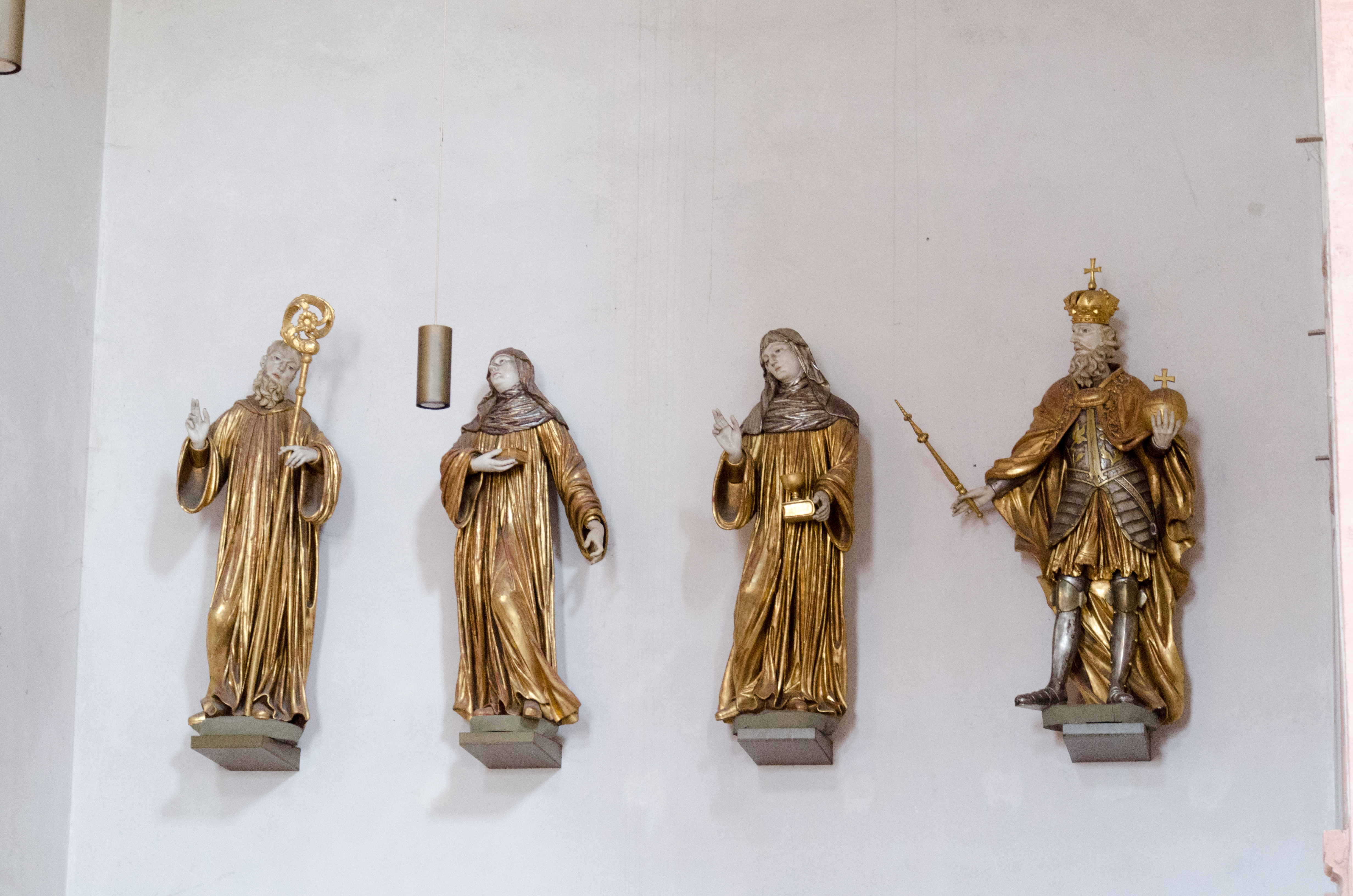
Figuren des ehemaligen Hochaltars

### Außenbau
Die ehemalige Klosterkirche ist eine kreuzförmige, dreischiffige Basilika mit zwei Türmen. Die eigentliche Schauseite der Kirche ist der Anblick von Osten mit den beiden viergeschossigen, etwas ungleichen Türmen. Romanisch davon ist nur der untere Bereich der Türme und die untere Schicht der Apsis bis etwa 1,5 m Höhe. Der Nordturm, der im unteren Bereich aus dem 11. Jahrhundert stammt, stand einst völlig frei und ist auch jetzt nicht mit den Mauern der Kirche verbunden. Die Westfassade mit dem heutigen Eingang stammt aus dem 19. Jahrhundert, ihr neoromanischer Stil hat Anklänge an Beispiele in Oberitalien.
In der nordwestlichen Mauer des Seitenschiffes befand sich der einstige Zugang, jetzt durch Säulen und eine Schwelle zu erkennen.

### Innenraum
Das Langhaus hat vier Joche im sogenannten „Rheinischen“ Stützenwechsel aus Säulen und Pfeilern mit Überfangbögen zwischen den Pfeilern, die die dazwischenliegende Säule überspannen. Baudetails weisen in das frühe 12. Jahrhunderts. Die Wände des Schiffs sind eine Neuschöpfung. Das früher vorhandene Kreuzgewölbe wurde entfernt und wie bei den Querschiffen wurde eine schlichte Kassettendecke eingesetzt.

## Ausstattung

### Langhaus
Der Taufstein im Südosten ist eine Nachbildung des um 1150 entstandenen Originals, das sich seit 1914 im Mainfränkischen Museum Würzburg befindet. An den Wänden folgen sechs Grabsteine aus dem 15. bis 17. Jahrhundert. Dann befinden sich 7 Reliefs an der Wand von Martin von Tours, Maria mit Kind, und Karl dem Großen, St. Martin auf dem Pferd, und der Bettler, und St. Martins auf einem Stuhl, und der Traum des St. Martin, aus der ersten Hälfte des 12. Jhd. Das letzte Grabmal im südlichen Seitenschiff erinnert an den einstigen Vogt Gottfried Voit von Rieneck und seine Gemahlin (Bibra ?), † 1379 und † 1381. Links vom Emporenaufgang steht eine Pietà aus dem 18. Jahrhundert. Im nördlichen Seitenschiff findet man Grabmäler von Abt Konrad Lieb (1534–54) und Abt Bernhard Krieg (1703–1729) sowie ein Denkmal für die Hl. Gertrud.

### Querhaus
Im Querhaus steht links ein aus dem Badischen stammender Altar aus dem Jahr 1720. Daneben findet man noch die nicht mehr genutzte neoromanische Kanzel und Reste des alten Chorgestühls. Im südlichen Querhaus stehen ein 1711 entstandener Altar, der sich ehemals in der Burgkapelle von Rothenfels befand, sowie vier Figuren des um 1720 geschaffenen ehemaligen Hochaltars. An den Wänden stehen mehrere Steinfiguren, Bruchstücke mit Figuren aus der antiken Mythologie und Hochreliefs sind in die Wände eingelassen.

### Apsis
Der Hochaltar ist neu, hat aber eine wiederverwendete alte Deckplatte. In der Mitte der Apsis steht eine Madonna aus der Riemenschneider-Werkstatt (um 1470), links und rechts Figuren des Erzengels Michael im Kampf mit dem Drachen und des Ordensgründers Benedikt von Nursia.

### Orgel
Die Orgel stammt aus dem Jahr 1891 und wurde von der Orgelbaufirma R. Schlimbach & Sohn in Würzburg geschaffen.

### Ehemaliger Kapitelsaal / Marienkapelle / Werktagskirche
An den Wänden findet man das Wappen von Abt Bernhard Krieg sowie Porträts von sieben Äbten.

### Lapidarium
Über dem Kapitelsaal errichtete Pfarrer Rudolf Langhans ein kleines Museum, das Lapidarium genannt wird, obwohl nicht nur Steinwerke gezeigt werden. Ausgestellt sind Teile aus dem karolingischen und romanischen Bau, u. a. Flechtsteine, das Fragment einer Portalsäule und ein rekonstruierter Kreuzgangteil mit originalen Kapitellen und Säulchen. Daneben werden sakrale Geräte aus dem einstigen Klosterbesitz gezeigt, z. B. ein Vortragekreuz, eine Monstranz und eine Glocke. Ausgestellt ist auch der sogenannte Gertrudenmantel, der aus dem 12. oder 13. Jahrhundert stammt, daher jedoch nicht der Hl. Gertrudis gehört haben kann. Er ist aus spanisch-sarazenischem Seidendamast mit gegenständlichem Webmuster und arabischen Schriftzeichen und Goldborten.